# Vladimír Handl
Vladimír Handl (* 23. října 1957, Praha) je český odborník na mezinárodní vztahy se zaměřením na česko-německé vztahy a zahraniční politiku Německa. V současné době je výzkumným pracovníkem Ústavu mezinárodních vztahů, vyučuje na Institutu mezinárodních studií Fakulty sociálních věd Univerzity Karlovy a na New York University in Prague.

## Profesní kariéra
- 2002–2003 – výzkumný pracovník na Institute for German Studies, University of Birmingham
- od 2002 – externí vyučující na New York University in Prague
- od 2001 – výzkumný pracovník ÚMV
- od 2001 – vyučující na částečný úvazek na Institutu mezinárodních studií FSV UK
- 1996–2000 – výzkumný pracovník, Institute for German Studies, University of Birmingham
- 1982–1996 – výzkumný pracovník ÚMV
- 1993–1994 – Kancelář prezidenta republiky, odbor zahraniční politiky

## Vzdělání
Vladimír Handl studoval v letech 1977–1982 na Moskevském státním institutu mezinárodních vztahů a v letech 1986–1990 na Moskevském státním institutu mezinárodních vztahů, kde získal titul kandidát věd. V letech 2022-2023 absolvoval úspěšně habilitační řízení na FSV UK a k 1.3.2023 byl jmenován docentem v oboru mezinárodní teritoriální studia.

## Minulost
Handl byl od roku 1988 registrován 1. správou SNB ve svazcích komunistické Státní bezpečnosti jako tzv. ideospolupracovník pod krycím jménem Ladys. Jeho otec JUDr. Bohuslav Handl, CSc. (* 11.11.1925) byl diplomatem MZV ČSR a FMZV ČSSR, později také referentem mezinárodního odboru ÚV KSČ, obchodním atašé na velvyslanectví ČSSR v Číně, ke konci kariéry pak velvyslancem ČSSR ve Vietnamu (1981 - 1986) a Afghánistánu (1987 - 1990).